# Wang Wanbin
Wang Wanbin (chinesisch 王万宾; * 5. Juli 1949 in Yangquan, Shanxi) ist ein chinesischer Politiker der Kommunistischen Partei Chinas (KPCh), der unter anderem von 1998 bis 1999 Minister für metallurgische Industrie war.

## Leben
Wang Wanbin besuchte zwischen 1965 und 1969 die Technologische Universität Anhui in Ma’anshan und begann danach im Oktober 1969 seine berufliche Laufbahn als Arbeiter im Kraftwerk des dortigen Eisen- und Stahlkominats Magang, in dem er zwischen September 1973 und Januar 1979 Sekretär in der Verwaltung war. Während dieser Zeit wurde er im November 1974 Mitglied der Kommunistischen Partei Chinas (KPCh) und war von Januar 1979 bis September 1980 stellvertretender Abteilungsleiter des Sekretariats des KPCh-Parteikomitees des Eisen- und Stahlkominats Magang sowie anschließend zwischen September 1980 und Mai 1983 Leiter und stellvertretender Direktor des Sekretariats des Büros des KPCh-Stadtkomitees von Ma’anshan. Daraufhin war er zwischen 1983 und 1993 Mitglied des KPCh-Parteikomitees des Eisen- und Stahlkominats Magang, deren stellvertretender Generaldirektor er von 1986 und 1994 war. In dieser Zeit besuchte er von 1898 bis 1992 die Zentrale Parteihochschule der Kommunistischen Partei Chinas und war im Anschluss zwischen 1993 und 1994 sowohl Parteisekretär des KPCh-Parteikomitees des Eisen- und Stahlkominats Magang als auch dessen Vize-Vorsitzender. Des Weiteren fungierte er von 1993 bis 1995 auch als stellvertretender Sekretär des KPCh-Stadtparteikomitees von Ma’anshan und war zudem zwischen 1994 und 1995 Direktor der Abteilung Personalausbildung des Ministeriums für metallurgische Industrie. Er absolvierte von 1995 bis 1998 erneut ein Studium an der Zentralen Parteihochschule der KPCh in Peking.
Wang Wanbin fungierte von 1996 bis 1998 erst als Vize-Minister für metallurgische Industrie und übernahm im März 1998 von Liu Qi den Posten als Minister für metallurgische Industrie im Staatsrat der Volksrepublik China. Diesen Posten hatte er bis Juni 1999 inne und war zugleich in Personalunion zwischen März 1998 und Juni 1999 auch Sekretär der KPCh-Leitungsgruppe dieses Ministeriums. Im Anschluss fungierte er von 1999 bis 2001 Vize-Minister in der Staatlichen Wirtschafts- und Handelskommission und gehörte in dieser Zeit auch der KPCh-Leitungsgruppe dieser Kommission an. Im Juli 2001 wurde er in das überwiegend von Zhuang bewohnte Autonome Gebiet Guangxi versetzt und war dort bis Februar 2004 in Personalunion stellvertretender Parteisekretär des KPCh-Parteikomitee, stellvertretender Exekutivvorsitzender der Volksregierung wie auch stellvertretender der KPCh-Leitungsgruppe dieses Autonomen Gebietes. Im Anschluss war er von März 2004 bis Dezember 2005 sowohl stellvertretender Exekutivsekretär des KPCh-Parteikomitees der Provinz Liaoning als auch Präsident der dortigen Provinzparteischule.
Im Dezember 2005 übernahm Wang Wanbin den Posten als stellvertretender Generalsekretär des Ständigen Ausschusses des zehnten Nationalen Volkskongresses und bekleidete dieses Amt auch zwischen 2008 und 2013 beim elften Nationalen Volkskongress. Auf dem XVII. Parteitag der KPCh (15. bis 21. Oktober 2007) wurde er zudem Mitglied des Zentralkomitee der Kommunistischen Partei Chinas (Zk der KPCh) und gehörte diesem Gremium nach seiner Wiederwahl auf dem XVIII. Parteitag (8. bis 14. November 2012) bis zum 18. Oktober 2017 an. Er ist ferner Mitglied des Nationalen Volkskongresses und fungiert der zwölften Legislaturperiode seit 2013 als stellvertretender Vorsitzender des Ausschusses für Nationalitäten.